# Pekmez

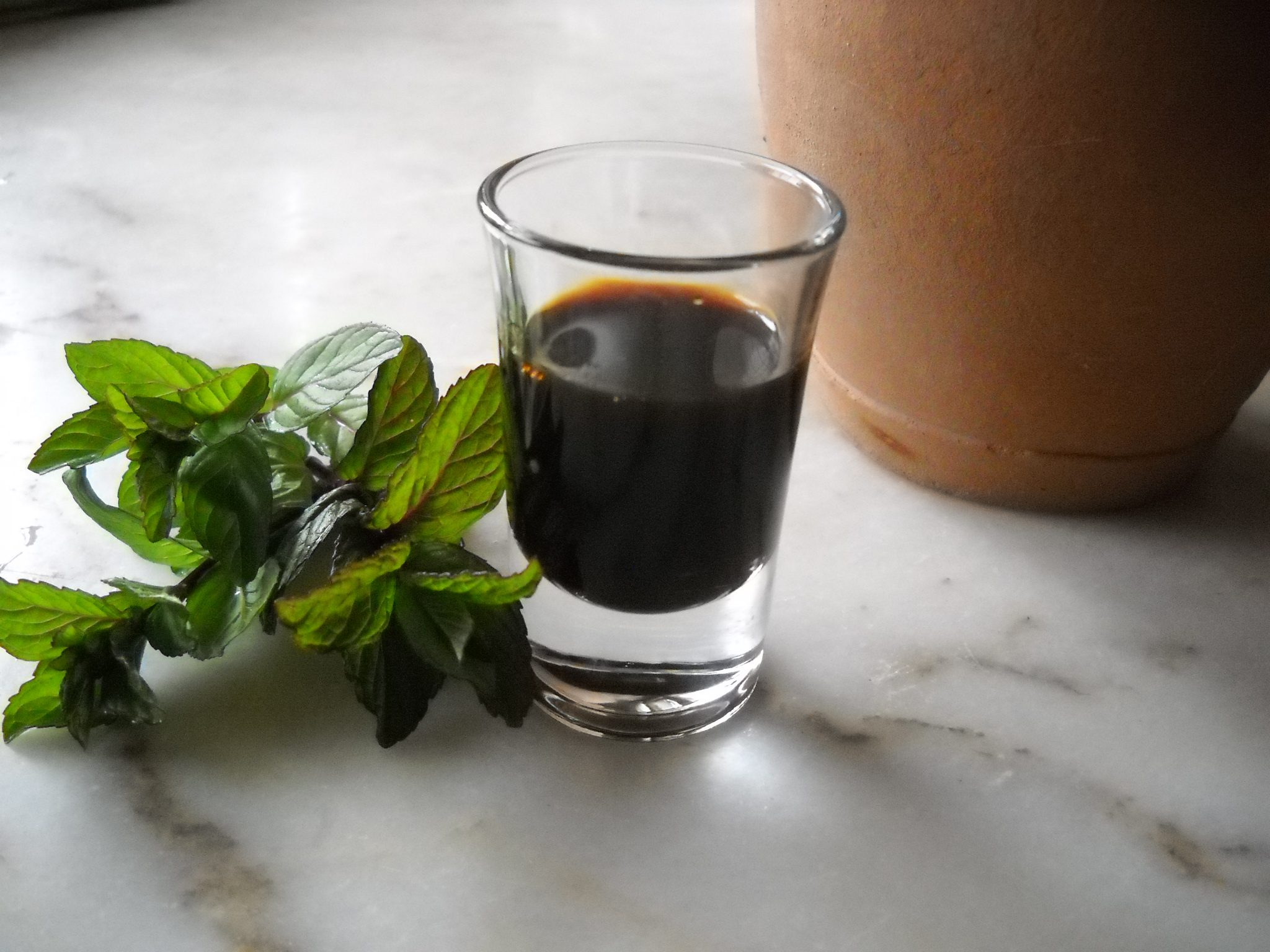
Pekmez

Pekmez is een fruitsiroop of melasse bekend uit de Turkse keuken. De variant gemaakt in de Balkan heeft meer de structuur van jam.